# 9850 Ralphcopeland
A 9850 Ralphcopeland (ideiglenes jelöléssel 1990 TM5) a Naprendszer kisbolygóövében található aszteroida. Robert H. McNaught fedezte fel 1990. október 9-én.